# مک‌کورمیک ۲۵۷۲۵
سیارک ۲۵۷۲۵ (به انگلیسی: 25725 McCormick، نامگذاری:2000AW180)۲۵۷۲۵مین سیارک کشف شده‌است که در ۰۷ ژانویه ۲۰۰۰ کشف شد.